# Virieu
Virieu of Virieu-sur-Bourbre is een plaats en voormalige gemeente in het Franse departement Isère in de regio Auvergne-Rhône-Alpes en telt 1.087 inwoners (2011). De plaats maakt deel uit van het arrondissement La Tour-du-Pin.

## Geschiedenis
Virieu is op 1 januari 2019 gefuseerd met de gemeente Panissage tot de gemeente Val-de-Virieu. 

## Geografie
De oppervlakte van Virieu bedraagt 11,4 km², de bevolkingsdichtheid is 82,5 inwoners per km².
De onderstaande kaart toont de ligging van Virieu met de belangrijkste infrastructuur en aangrenzende gemeenten.

## Demografie
Onderstaande figuur toont het verloop van het inwonertal.